# Amphiuma means
Amphiuma means é um anfíbio caudado da família Amphiumidae. É endémica dos Estados Unidos da América.